# Ácido dicloroacético
El ácido dicloroacético, generalmente abreviado DCA (por sus siglas en inglés), es un compuesto químico de fórmula CHCl
2-COOH. Es un análogo del ácido acético, en el que 2 de los 3 átomos de hidrógeno del grupo metilo han sido sustituidos por átomos de cloro. Las sales y ésteres del ácido dicloroacético se llaman dicloroacetatos. Algunas sales de DCA se usan como medicamentos ya que inhiben la actividad de la enzima piruvato deshidrogenasa quinasa. Como los demás ácidos cloroacéticos, tiene diversas aplicaciones prácticas. 

## Reactividad
La química del ácido dicloroacético es la típica de los ácidos orgánicos halogenados. Es un agente alquilante y como ácido, puede formar ésteres con los alcoholes.
Es miembro de la familia de los ácidos cloroacéticos. Los sustituyentes Cl- le confieren un carácter más ácido, comparado con el ácido acético, con un  pKa de 1,3, por lo que se suele clasificar como ácido orgánico fuerte, pudiendo llegar a estar talmente disociado en disolución acuosa, bajo determinadas condiciones de concentración y temperatura. El ácido puro o en concentración acuosa alta, es muy corrosivo y extremadamente destructivo para los tejidos de las membranas mucosas y el tracto respiratorio superior por inhalación.

## Otros
Las sales de DCA se han estudiado como fármacos potenciales porque inhiben la enzima piruvato deshidrogenasa quinasa. Sin embargo, aunque los estudios preliminares encontraron que el DCA puede retardar el crecimiento de ciertos tumores en estudios con animales o  "in vitro", hasta 2012 no había evidencia suficiente que respaldara el uso del DCA para el tratamiento del cáncer.
Algunos ensayos clínicos con DCA han generado problemas de neuropatías, lo que hizo que se detuvieran de manera efectiva. No obstante, una revisión posterior del BJC HealthCare de 2008 encontró que  esta situación no se daba en otros ensayos de DCA.